# Carmelo Conte
Carmelo Conte (Piaggine, 9 novembre 1938) è un politico italiano, già ministro per i Problemi delle Aree Urbane nei governi Andreotti VI-VII e Amato I.

## Biografia
Dopo aver lasciato la terra d'origine in giovane età, Conte ha conseguito la laurea in Giurisprudenza ed è diventato avvocato, dedicandosi inoltre all'attività politica nel Partito Socialista Italiano. È stato più volte consigliere comunale, nonché sindaco di Eboli dal 1972 al 1974. Ha iniziato la sua scalata nazionale nel 1975, quando è stato eletto consigliere regionale, per poi diventare vice-presidente della Regione Campania e assessore ai Lavori pubblici.
È stato parlamentare italiano in 4 legislature, come deputato, dal giugno 1979 all'aprile 1994. Ha ricoperto incarichi di Governo, prima nel 1980 come sottosegretario di Stato alla Presidenza del Consiglio con delega per la Cassa del Mezzogiorno nel governo Cossiga II, e poi come ministro per le Aree Urbane, in 3 legislature, dal 1989 al 1993. È stato inoltre leader dei riformisti in Campania dal 1979 al 1993, responsabile nazionale del Dipartimento del Mezzogiorno del PSI dal 1981 al 1988, e membro della segreteria nazionale del PSI dal 1983 al 1989.
L'esponente democristiano Guido Bodrato coniò la definizione "banda dei quattro" per riferirsi a un presunto ruolo di preminenza politica in Consiglio dei Ministri da parte dello stesso Conte, di Paolo Cirino Pomicino, di Francesco De Lorenzo e di Giovanni Prandini. La locuzione era polemicamente rivolta al governo Andreotti, sebbene tra Conte, De Lorenzo e Prandini ci furono ripetuti contrasti in Consiglio dei Ministri e sulla stampa.
È stato promotore di importanti leggi quali la n. 219 del 1981 per “La ricostruzione delle zone colpite dal terremoto del 1980", la 64 del 1986 per lo sviluppo del Mezzogiorno, la 465 del 1990 per il Campionato mondiale di calcio del 1990, la 396 del 1990 per Roma Capitale, la 142 del 1990 per la riforma degli enti locali e per l'istituzione delle aree metropolitane, la 212 del 1992 per i trasporti pubblici di massa (le metropolitane).
Entrambi i suoi figli hanno seguito le orme paterne: Federico è stato eletto deputato nel 2018 con Liberi e Uguali, mentre Emmanuel è stato nominato assessore al bilancio del comune di Milano nel 2021 con una lista di sostegno a Giuseppe Sala.

## Opere
- L’avventura e il Seme, Salerno, Boccia, 1993.
- Sasso o Coltello, Salerno, Boccia, 1994.
- Dal Quarto Stato al Quarto Partito, Soveria Mannelli, Rubbettino, 2009.
- Il Sud al Tempo degli Italiani. Dall'Unità a Berlusconi un Paese a due velocità, Soveria Mannelli, Rubbettino, 2011.
- Dialoghi nel Tempo. Le Verità di un Protagonista, Napoli, Guida, 2014.
- Coincidenze e Poteri: da Gava a De Mita, da Craxi a Renzi, Roma, Aracne, 2016.
- Il Brigante e il Maestro, Roma, Europa Edizioni,2025